# Nostalgi (skulptur)
Nostalgi är en skulptur i Boulognerskogen i Gävle.
Skulpturen utfördes år 1984 av konstnär Bo W. Pettersson (1934–2000), som var verksam främst i Gävle. 
Nostalgi föreställer en familj från sekelskiftet på en söndagsutflykt under ett träd. Skulpturen utgörs även av en cykel och ett boulespel. Skulpturen är konstruerad av smide, lacerat trä och sträcker sig till en maxhöjd av 1,9 meter.
Skulpturen finansierades av GDJ-fonden.